# Сумман
Сумман или Сумманус (лат. Summanus) — в римской мифологии божество ночного (предрассветного) неба.
По утверждению Марка Теренция Варрона, Сумман принадлежал к числу сабинских богов легендарного царя сабинян, правителя города Куреса Тита Тация.
По преданию, в Риме Сумман имел собственное святилище на Капитолийском холме и глиняное изображение на фронтоне храма Юпитера. Около 278 года до нашей эры в это изображение ударила молния и отбила ей голову. Это могло быть истолковано как проявление силы Суммана, либо как недовольство Юпитера отправлением культа другого бога в его храме. Согласно Цицерону, голову долго искали, но безуспешно и тогда гаруспики объявили, что её отбросило в реку Тибр (где она была обнаружена позднее).

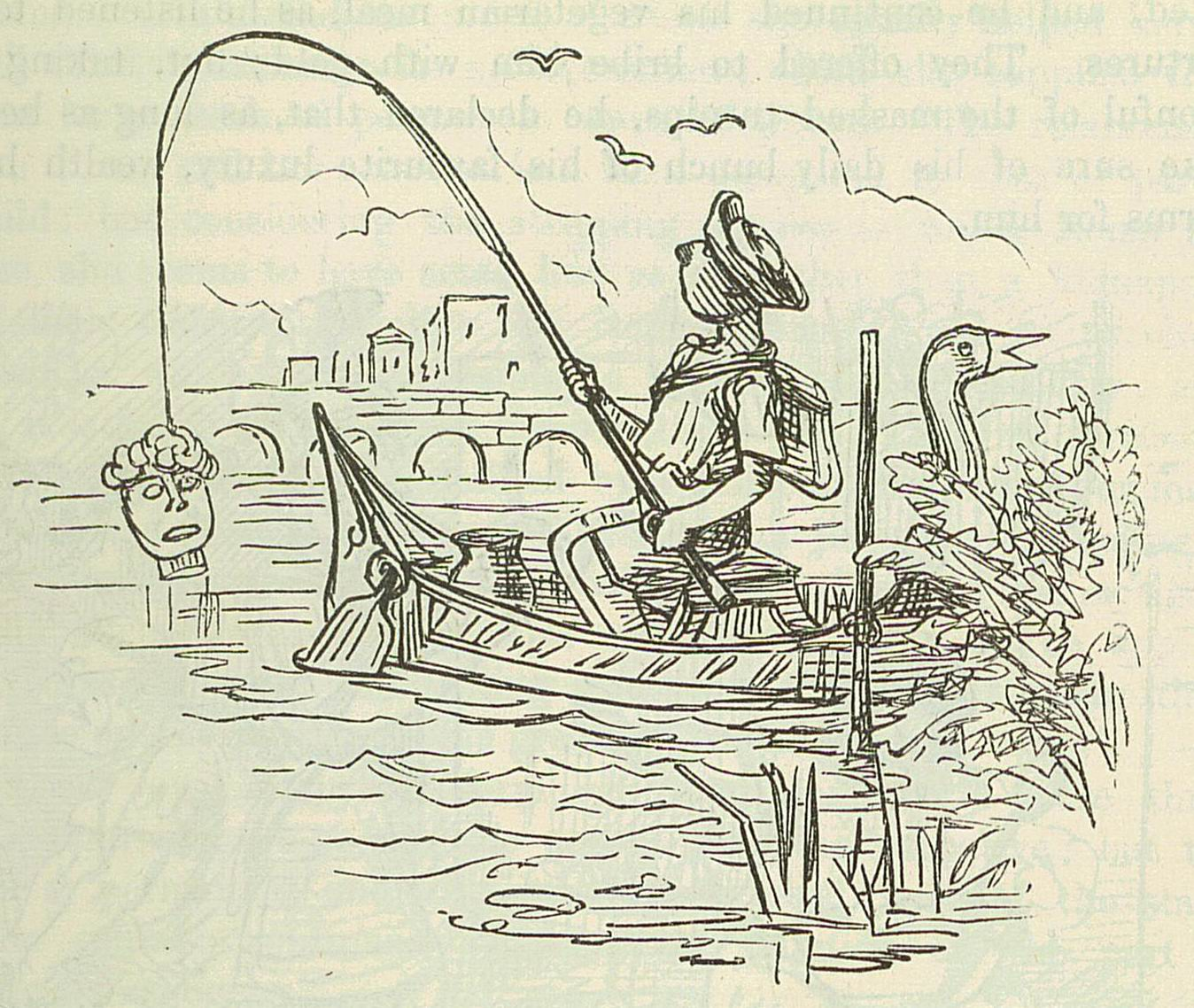
Находка головы Суммана
(рис. из «The Comic History of Rome».
Художник Джон Лич; ок. 1850 года)

Отказаться от культа Суммана богобоязненные римляне не рискнули, поэтому в честь бога в то время был воздвигнут новый храм близ Большого цирка, где ежегодно в честь его совершалось жертвоприношение. В этот же день пекли для Суммана особые пирожки в форме колеса, символизировавшие колесницу громового бога.
Римляне приписывали Сумману ночные грозы (лат. fulgura nocturna), как дневные (лат. diurna fulgura) — Юпитеру; в случае если у жрецов возникали сомнения, считать ли грозу дневной или ночной, то жертвы на всякий случай приносились обоим богам. Согласно «Реальному словарю классических древностей» Фридриха Любкера, сущность Суммана «…для самих римлян была загадочна. Его обыкновенно считали богом ночных молний и зарниц и отождествляли с Плутоном. Вероятно, первоначально он представлял особое качество Юпитера, а потом уже преобразился в самостоятельное божество».
Плавт называет Суммана ночным богом и считает его покровителем воров: отсюда у него глагол «summanare» в значении «воровать». Аврелий Августин отмечал, что было время, когда Сумман считался более возвышенным, чем Юпитер, но со строительством нового великолепного храма Юпитеру ситуация стала меняться в пользу культа последнего.
Со временем Сумман был практически забыт в пользу Юпитера; возможно, римляне рассудили, что Юпитер был более могущественен, раз позволил себе разрушить статую Суммана, или это произошло под влиянием гораздо более многочисленного клана жрецов Юпитера, желавшего, чтобы все жертвы для отвращения молний римляне приносили исключительно на их алтарь. Овидий, живший на рубеже I в. до н. э. и I века н. э., писал в «Календаре»: «Отдан Сумману был храм, говорят, кто б Сумман этот ни был».
Открытый 25 сентября 1990 года в обсерватории Китт-Пик околоземный астероид из группы аполлонов был назван в честь Суммана.